# Daily Mirror
El Daily Mirror es un periódico sensacionalista británico matutino, que intenta, sobre todo a través de reportajes fotográficos, acercar las noticias a los lectores. Se imprime en formato tabloide. Actualmente es editado por Alison Phillips.

## Trayectoria
El diario fue fundado por Lord Northcliffe (dueño del Daily Mail) en 1903 como una publicación dedicada al público femenino, aunque este esquema duró solo unos meses antes de pasar a ser un periódico generalista. Fue el primer diario en ser impreso en tamaño tabloide, a diferencia del tamaño sábana usado por la prensa hasta entonces.
A partir de 1932, el Mirror pasó de enfocarse en la clase media a representar a la clase trabajadora, también tomando una postura favorable al partido Laborista. Aquel año debutó la historieta Jane, la cual tuvo gran popularidad durante la guerra. En 1943 empezó a publicar la tira de prensa Garth, que duraría hasta 1997.
Durante los 50 y 60 se convirtió en el diario más vendido de Gran Bretaña y Europa, siendo superado por The Sun en 1978. En 1957 empieza a publicar la tira Andy Capp, la cual sigue editándose hasta hoy.
En 1984 fue adquirido por el financista de origen checo Robert Maxwell. Bajo su mando, y más tarde el del editor Piers Morgan durante los años 1990, la línea editorial del periódico tomó un giro hacia un liberalismo más clásico para apelar a las clases medias y al público femenino, además de diferenciarse del populismo del Sun o el Daily Star.
La edición dominical del diario es el Sunday Mirror, que entre 1915 y 1963 se publicó bajo el nombre de Sunday Pictorial. La revista Notebook se publica cada domingo con el diario.